# Качар
Кача́р (каз. Қашар) — селище у складі Рудненської міської адміністрації Костанайської області Казахстану. Адміністративний центр та єдиний населений пункт Качарської селищної адміністрацї.
Населення — 10195 осіб (2021; 11357 у 2009, 10731 у 1999, 13268 у 1989).